# Corne du Diable
El Corne du Diable  és una muntanya de 4.064 metres que es troba a la regió de l'Alta Savoia a França. Aquesta agulla forma part de l'aresta del Diable al Mont Blanc du Tacul.